# Baumreihen und Wald bei Kittendorf
Baumreihen und Wald bei Kittendorf este o arie protejată (arie specială de conservare — SAC, sit de importanță comunitară — SCI) din Germania întinsă pe o suprafață de 53 ha, integral pe uscat.

## Localizare
Centrul sitului Baumreihen und Wald bei Kittendorf este situat la coordonatele 53°37′16″N 12°53′19″E / 53.6211°N 12.8886°E.

## Înființare
Situl Baumreihen und Wald bei Kittendorf a fost declarat sit de importanță comunitară în aprilie 2004 pentru a proteja 1 specie de animale. Situl a fost protejat și ca arie specială de conservare în august 2016.

## Biodiversitate
Situată în ecoregiunea continentală, aria protejată conține 1 habitat natural: Păduri de fag Asperulo-Fagetum.
La baza desemnării sitului se află o specie protejată de  nevertebrate: Osmoderma eremita